# Подолье (футбольный клуб, Москва)
«Подо́лье» — бывший российский футбольный клуб, исторически представлявший Подольский район Московской области.

## История
Основан 28 мая 1996 года. В 1996—2010 годах выступал в первенстве КФК/ЛФЛ, в 2011—2015 годах — во Втором дивизионе. Был единственным профессиональным клубом, игравшим на территории Троицкого и Новомосковского административных округов Москвы.
Прежние фактический и юридический адреса клуба — Москва, поселение Рязановское, посёлок Ерино. Матчи проводил на стадионе спорткомплекса «Подолье» (Ерино) вместимостью 1500 зрителей.
Цвета клуба: жёлто-зелёно-красные.
В 1997, 1999—2001 годах представлял Климовск, в 2002—2003 годах — Подольск, в 2004 году — Вороново, в 1996, 1998 и с 2005 года — Подольский район (в 2010 году — Московскую область).
Расформирован в 2015 году и на его руинах новым владельцем, директором ЧОП «Пересвет» Домодедово Алексеем Карбовским, был основан ФК «Пересвет», вначале игравший в Ерино, а затем переехавший в Домодедово, объединившись де-факто с ФК «Металлист-Домодедово». На базе молодежной команды в 2016 году создан клуб «Стадион „Подолье“». В дальнейшем под названием «Подолье» функционировала только СДЮСШОР.
В 2023 году был возрождён как клуб из подмосковного Чехова и стал победителем Лиги «А» чемпионата Московской области в рамках первенства России среди ЛФК.

## Достижения
Первенство России среди любительских футбольных клубов
- Победитель — в зоне «Московская область» (группа А): 2009, 2010
- Победитель финального турнира: 2010
- Третий призёр финального турнира: 2009

Второй дивизион (Первенство ПФЛ)
- Лучшее достижение — 7-е место (в зоне «Центр»): 2012/13, 2013/14

## Результаты выступлений вПервенствеиКубке России
| Первенство России | Первенство России                             | Первенство России                  | Первенство России                  | Первенство России                  | Первенство России                  | Первенство России                  | Первенство России                  | Кубок России | Кубок России                  |
| Сезон             | Лига (дивизион)                               | Место                              | И                                  | В                                  | Н                                  | П                                  | М                                  | Стадия       | Соперник, от которого вылетел |
| ----------------- | --------------------------------------------- | ---------------------------------- | ---------------------------------- | ---------------------------------- | ---------------------------------- | ---------------------------------- | ---------------------------------- | ------------ | ----------------------------- |
| 1996—2009         | играл в люб. первенстве (КФК, ЛФЛ)            | играл в люб. первенстве (КФК, ЛФЛ) | играл в люб. первенстве (КФК, ЛФЛ) | играл в люб. первенстве (КФК, ЛФЛ) | играл в люб. первенстве (КФК, ЛФЛ) | играл в люб. первенстве (КФК, ЛФЛ) | играл в люб. первенстве (КФК, ЛФЛ) | —            | —                             |
| 2010              | играл в люб. первенстве (КФК, ЛФЛ)            | играл в люб. первенстве (КФК, ЛФЛ) | играл в люб. первенстве (КФК, ЛФЛ) | играл в люб. первенстве (КФК, ЛФЛ) | играл в люб. первенстве (КФК, ЛФЛ) | играл в люб. первенстве (КФК, ЛФЛ) | играл в люб. первенстве (КФК, ЛФЛ) | 1/128        | Истра                         |
| 2011/12           | Второй дивизион/ Первенство ПФЛ, зона «Центр» | 13 из 14                           | 39                                 | 9                                  | 8                                  | 22                                 | 33-56                              | 1/256        | Калуга                        |
| 2012/13           | Второй дивизион/ Первенство ПФЛ, зона «Центр» | 7 из 16                            | 30                                 | 12                                 | 8                                  | 10                                 | 50-40                              | 1/256        | Калуга                        |
| 2013/14           | Второй дивизион/ Первенство ПФЛ, зона «Центр» | 7 из 16                            | 30                                 | 13                                 | 3                                  | 14                                 | 41-52                              | 1/256        | Химик (Новомосковск)          |
| 2014/15           | Второй дивизион/ Первенство ПФЛ, зона «Центр» | 12 из 16                           | 9                                  | 12                                 | 1                                  | 20                                 | 30-58                              | 1/64         | Витязь (Подольск)             |